# Langwassersee
Der Langwassersee ist ein künstlich angelegtes Stillgewässer im Nürnberger Ortsteil Langwasser, Statistischer Distrikt 332 im bayerischen Regierungsbezirk Mittelfranken.

## Geographie
Der etwa 0,5 Hektar große See liegt im Norden des Nürnberger Ortsteiles Langwasser auf einer Höhe von 323 m. Er erstreckt sich in nordwestlicher nach südöstlicher Orientierung innerhalb eines sechs Hektar großen Mischwaldes, der von Wohnbebauung umgeben ist. Sein Wasser bezieht er aus Niederschlägen und bei Bedarf aus dem Langwasser, das nördlich vorbeifließt und das auch evtl. überschüssiges Wasser aufnehmen kann. Im südöstlichen Bereich hat er eine etwa 210 m² große, bewaldete Insel.
Zwei barrierefreie Fußgängerbrücken führen in Nord-Süd-Richtung über das Gewässer. Eine Straßenzufahrt besteht nicht.

## Geschichte
Auf dem Gebiet, das ursprünglich „Bey der düren Stange“ genannt wurde, stand seit dem 14. Jahrhundert karger Nadelwald, der zum Lorenzer Reichswald gehörte. Während des Ersten Weltkrieges wurden dort planmäßig Wege durch den Wald geschlagen und ein  „Gefechts-Schießplatz“ eingerichtet. In der Zeit des Nationalsozialismus sollte dort das Märzfeld entstehen. Während der Reichsparteitage sollten Schaumanöver der Wehrmacht stattfinden. Es waren 24 „Wehrtürme“ und Tribünen für 150.000 Zuschauer geplant. Zu Beginn des Zweiten Weltkrieges waren erst elf Türme und Teile der 14 m hohen Tribünen fertiggestellt  als die Bautätigkeiten zum Erliegen kamen. Nach dem Kriegsende wurde das Gelände zunächst weitgehend unverändert belassen und von der US-Army als Truppenübungsplatz bzw. Lager genutzt. Bis 1950 führte ein Abzweiggleis der Trümmerbahn Nürnberg vom Silberbuck nach Fischbach durch das Gebiet.
Die Türme wurden 1966/67 gesprengt und das Areal anschließend sich selbst überlassen. In den 1970er Jahren entstand in der Nähe Wohnbebauung, das inzwischen wiederbewaldete Gelände wurde zusehends vermüllt und versumpfte zusätzlich durch die Hochwässer des Langwassers. In den späten 1980er Jahren sanierte man das Gelände und legte den Langwassersee mit seiner kleinen Insel planmäßig an. Für die Uferbefestigungen dienten teilweise die bereits vor Ort noch vorhandenen Tribünenfragmente bzw. deren Granitblöcke. Im See befindet sich seit 1987 neben der Insel die Skulptur „Paar“ des Bildhauers Klaus Schultze. In Kartenwerken ist der See allerdings erst seit 1994 verzeichnet.

## Heute
Der See wird heute intensiv als Naherholungsgebiet genutzt, insbesondere von den Bewohnern des südlich angrenzenden Altersheimes und der umliegenden Wohngebiete. Alle Uferteile sind über Pfade ganzjährig frei zugänglich, das Baden und Angeln/Fischen ist allerdings verboten. Im Winter wird der See zum Eislaufen und Eisstockschießen genutzt. Neben einigen wasserliebenden Brutvögeln hat sich auch ein Biber angesiedelt.

## Zwischenfälle
- Am 5. Juni 2019 ertrank ein Rentner in der Folge eines technischen Defekts an seinem elektrischen Rollstuhl im Langwassersee.[7][8]

## Bildergalerie

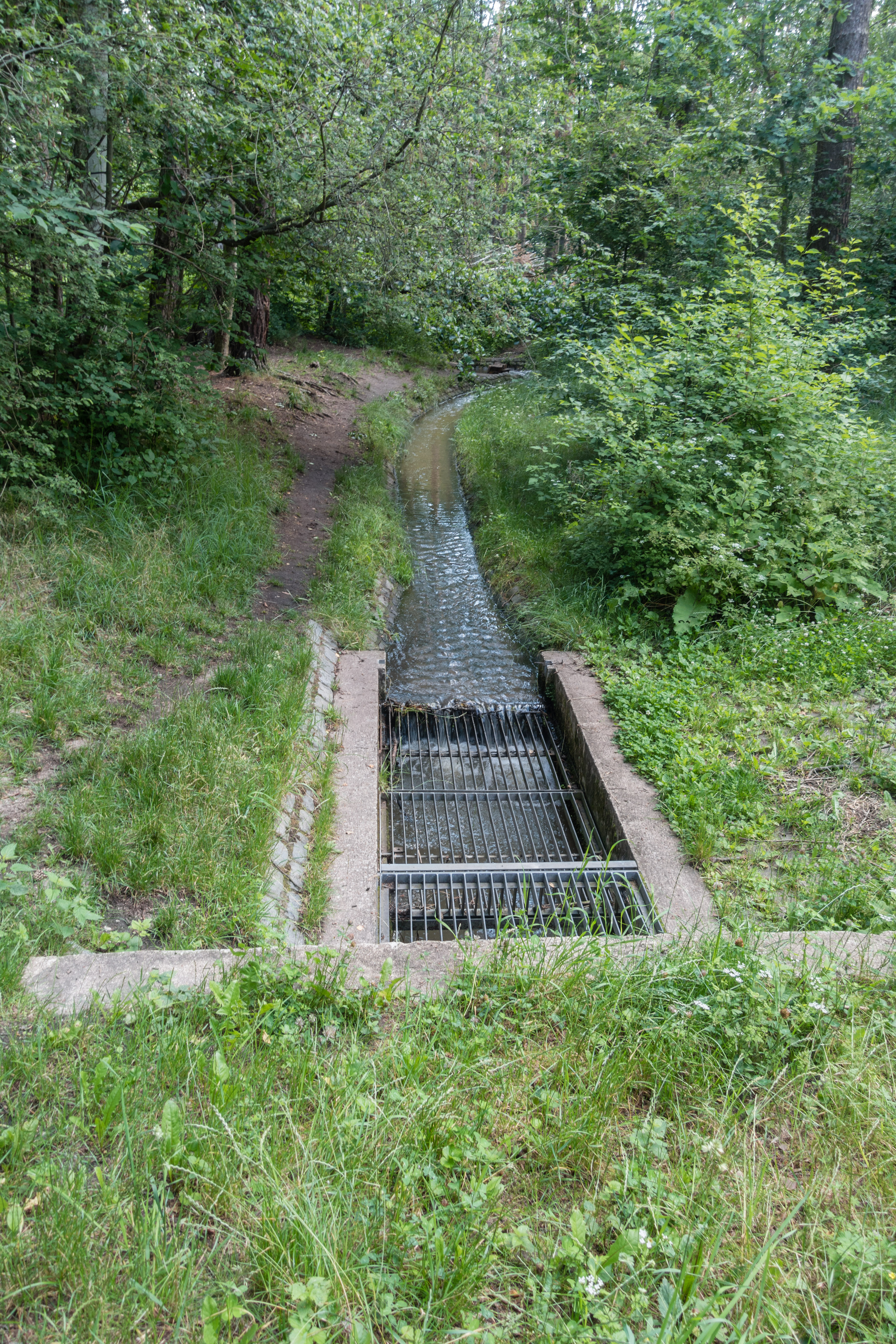
Zulauf des Langwassers in den See
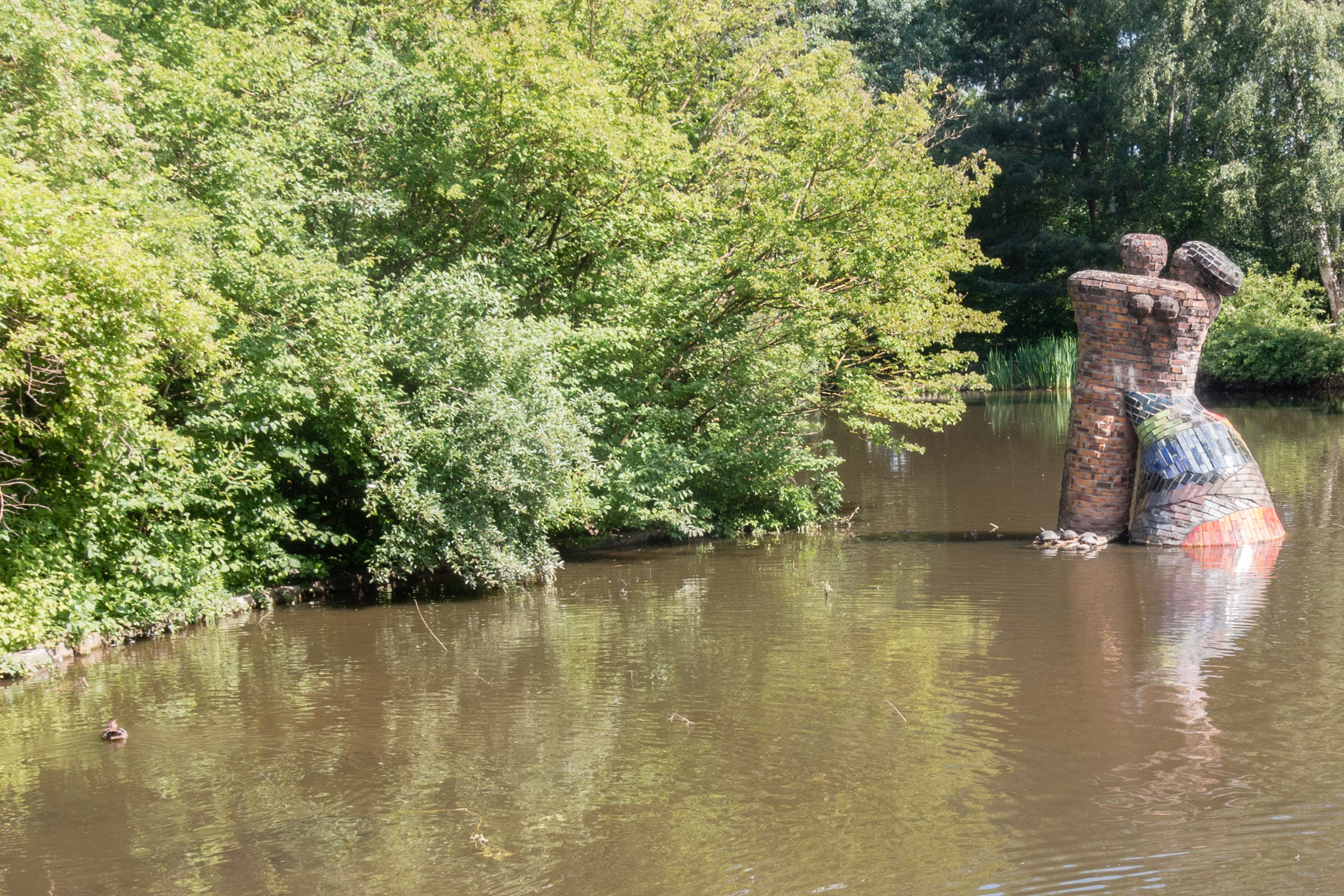
Das "Paar" von Klaus Schultze
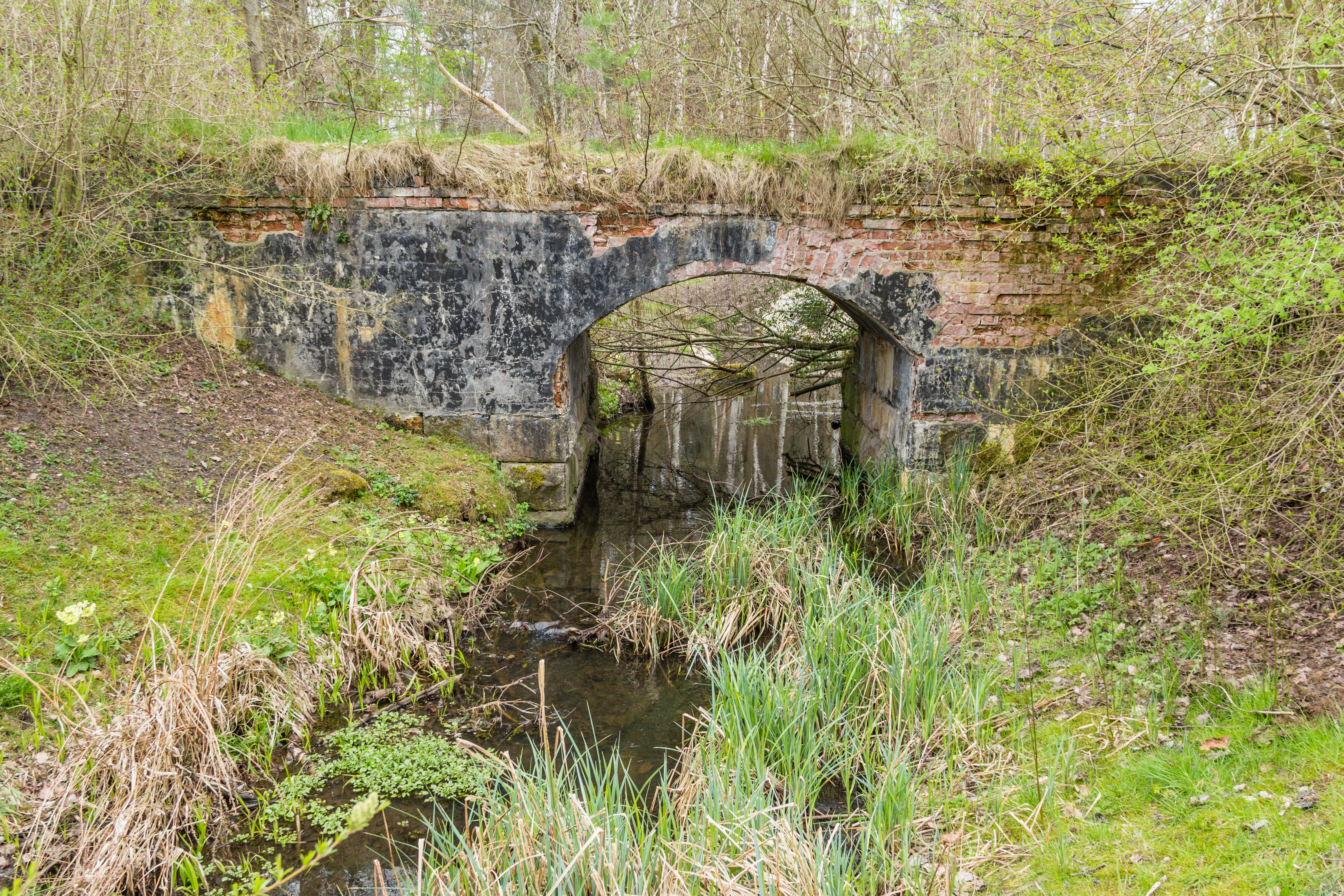
Ehemalige Brücke im Märzenfeld über das Langwasser